# Петивичест летящ дракон
Петивичестите летящи дракони (Draco quinquefasciatus) са вид влечуги от семейство Агамови (Agamidae).
Разпространени са в Югоизточна Азия. Достигат 106 милиметра дължина на тялото без опашката. Активни са и използват образувания от двете страни на тялото за планиране.